# Félix Javier Pérez
Félix Javier Pérez Rivera (31 de mayo de 1971 – 21 de septiembre de 2005) era un baloncestista puertorriqueño e integrante de la Selección de baloncesto de Puerto Rico.
En 15 temporadas en la liga de Baloncesto Superior Nacional de Puerto Rico, Pérez jugó para los Mets de Guaynabo, Atléticos de San Germán, Piratas de Quebradillas, Leones de Ponce, y Capitanes de Arecibo. En 1995 fue el líder de la liga en rebotes, con un promedio de 10.3 por juego. 
Como parte de la Selección Nacional, participó en los Goodwill Games de 1994 donde Puerto Rico ganó la medalla de oro. También participó en el Campeonato Mundial de la FIBA de 1994.
Pérez fue asesinado el 21 de septiembre de 2005 frente a su residencia en Guaynabo, Puerto Rico, cuando trató de ayudar a un vecino que era víctima de un asalto. Tenía una esposa, Sara Aponte, y cuatro hijos.
En 2010, la alcaldesa de Guayama, Glorimari Jaime Rodríguez, anunció que la cancha de baloncesto del barrio Cimarrona recibiría el nombre de Félix Javier Pérez en su honor. Pérez nació y creció en el barrio Cimarrona de Guayama.